# José María Pauli Roig
José María Pauli Roig (Tortosa, 1823-Pinell de Bray, 1851) fue un periodista y escritor español. Fundó el primer periódico del que se tiene noticia en Tortosa, El Ebro. En 1848 dirigió por breve tiempo El Dertosense. Tanto en un como en otro hizo gala de sus dotes de escritor y poeta. Se le deben algunas memorias y opúsculos estadísticos e históricos; entre las primeras una sobre la sucesión del Obispo de Tortosa, y entre los segundos uno sobre las Medallas acuñadas en Tortosa en tiempos romanos y godos. Colaboró en el Diccionario Geográfico de Pascual Madoz y en diversos periódicos de Madrid, Barcelona, Valencia, Vitoria y Santiago de Compostela. En el teatro se dio a conocer en una comedia en tres actos y en verso, “Cuidado con las mujeres”, es suya la leyenda, la castellana de Mesia y el folleto de Cosas de Tortosa. En colaboración con Sinesio Sabater comenzó con la publicación de una Historia de Tortosa por fascílos, que a las pocas páginas vio interrumpida cuando le sorprendió la muerte en el pueblo de Pinell de Bray (en la comarca tarragonesa de la Tierra Alta), el 24 de octubre de 1851, con tan sólo 27 años de edad. Pauli también estaba ocupado sobre una obra crítico-biográfica sobre varones ilustres de Cataluña.